# Battaglia di Castiglione (1702)
La prima battaglia di Castiglione è stato un assedio che ebbe luogo il 1º giugno 1702 durante la guerra di successione spagnola. L'esercito francese guidato dal generale Charles Amedée Broglie de Revel sconfisse l'esercito Imperiale guidato dal colonnello Salzer nel campo di Castiglione delle Stiviere.

## Storia
Il 27 maggio 1702 il maresciallo francese Vendôme inviò quattro reggimenti di fanteria, 400 granatieri, 800 cavalli e 4 batterie, ad attaccare Castiglione sotto la guida del generale Thaon de Revel. La piazza era difesa dal colonnello Salzer con 600 soldati imperiali e 200 contadini armati. Sotto la violenza degli attacchi e del fuoco dei francesi la piazza cedette arrendendosi.

## Studi recenti riguardo l'assedio
Uno studio recente (luglio 2024) ha analizzato nel modo più scrupoloso possibile questa battaglia, in quanto ha indagato le fonti di archivi locali, parrocchiali e nazionali.